# Dzjerman (distrikt)
Dzjerman (bulgariska: Джерман) är ett distrikt i Bulgarien.   Det ligger i kommunen Obsjtina Dupnitsa och regionen Kjustendil, i den västra delen av landet, 60 km söder om huvudstaden Sofia.
Omgivningarna runt Dzjerman är en mosaik av jordbruksmark och naturlig växtlighet. Runt Dzjerman är det glesbefolkat, med 10 invånare per kvadratkilometer.